# Emerson (Nebraska)
Pour les articles homonymes, voir Emerson.
Emerson est un village des comtés de Dakota, de Dixon et de Thurston, dans l'État du Nebraska, aux États-Unis. En 2020, il comptait une population de 840 habitants.